# 绒毛绣线菊
绒毛绣线菊（学名：Spiraea velutina）为蔷薇科绣线菊属下的一个种。

## 扩展阅读
- 維基物種上的相關：绒毛绣线菊